# 公園前駅 (岐阜県)
公園前駅（こうえんまええき）は、岐阜県岐阜市大宮町にあった、名古屋鉄道岐阜市内線（長良線）の停留場である。
岐阜公園への玄関口にあり、岐阜公園や岐阜大仏への最寄駅であった。

## 歴史
1912年、岐阜市内線の前身である美濃電気軌道の駅として開業した。前年に美濃電気軌道は岐阜駅前 - 本町間がすでに開通しており、当停留場はそこから長良橋駅までの延伸と同時に設けられた。戦後になると、当停留場を含む岐阜市内線の徹明町 - 長良北町間はモータリゼーションの進展により業績の不振が続き、合理化を図ったものの1988年に市内の交通の妨げになることから廃止された。当停留場もこれに合わせて廃止されている。
- 1912年（大正元年）8月28日 - 美濃電気軌道市内線の本町 - 長良橋間の開通と同時に開業[5]。
- 1988年（昭和63年）6月1日 - 岐阜市内線の徹明町 - 長良北町間の廃止に伴い廃駅となる[5]。

## 停留場構造
- 併用軌道上に相対式2面2線の乗り場が設けられていた。駅舎はない。

### 配線図
| ← 長良北町方面 | 公園前駅 構内配線略図 | → 徹明町方面 |
| 凡例 出典:     |                       |              |

## その他
- 当停留場を含む伊奈波通 - 長良橋間は、半径40 - 60 mの急カーブが連続し、道幅も狭かったため、岐阜市内線の主力であるモ560形、モ570形や、美濃町線主力のモ590形は入線できなかった。そのため、伊奈波通 - 長良北町間はほとんどモ550形が使用されていた。またこの連続急カーブがネックとなり、大半は伊奈波通駅で折り返していたという。伊奈波通 - 長良北町間の本数はおよそ20分間隔だったという。
- 岐阜市内線の新岐阜駅前（または岐阜駅前） - 長良北町間の方向板には、岐阜公園、金華山ロープウェー、岐阜城の文字が書かれていた。

## 隣の停留場
名古屋鉄道
岐阜市内線
材木町駅 - 公園前駅 - 長良橋駅